# Danses traditionnelles slovaques
 (mars 2025).
La mise en forme du texte ne suit pas les recommandations de Wikipédia : il faut le « wikifier ».
Les points d'amélioration suivants sont les cas les plus fréquents. Le détail des points à revoir est peut-être précisé sur la page de discussion.
- Les titres sont pré-formatés par le logiciel. Ils ne sont ni en capitales, ni en gras.
- Le texte ne doit pas être écrit en capitales (les noms de famille non plus), ni en gras, ni en italique, ni en « petit »…
- Le gras n'est utilisé que pour surligner le titre de l'article dans l'introduction, une seule fois.
- L'italique est rarement utilisé : mots en langue étrangère, titres d'œuvres, noms de bateaux, etc.
- Les citations ne sont pas en italique mais en corps de texte normal. Elles sont entourées par des guillemets français : « et ».
- Les listes à puces sont à éviter, des paragraphes rédigés étant largement préférés. Les tableaux sont à réserver à la présentation de données structurées (résultats, etc.).
- Les appels de note de bas de page (petits chiffres en exposant, introduits par l'outil «  Source ») sont à placer entre la fin de phrase et le point final[comme ça].
- Les liens internes (vers d'autres articles de Wikipédia) sont à choisir avec parcimonie. Créez des liens vers des articles approfondissant le sujet. Les termes génériques sans rapport avec le sujet sont à éviter, ainsi que les répétitions de liens vers un même terme.
- Les liens externes sont à placer uniquement dans une section « Liens externes », à la fin de l'article. Ces liens sont à choisir avec parcimonie suivant les règles définies. Si un lien sert de source à l'article, son insertion dans le texte est à faire par les notes de bas de page.
- La présentation des références doit suivre les conventions bibliographiques. Il est recommandé d'utiliser les modèles {{Ouvrage}}, {{Chapitre}}, {{Article}}, {{Lien web}} et/ou {{Bibliographie}}. Le mode d'édition visuel peut mettre en forme automatiquement les références.
- Insérer une infobox (cadre d'informations à droite) n'est pas obligatoire pour parachever la mise en page.

Pour une aide détaillée, merci de consulter Aide:Wikification.
Si vous pensez que ces points ont été résolus, vous pouvez retirer ce bandeau et améliorer la mise en forme d'un autre article.
 (mars 2025).
Si vous disposez d'ouvrages ou d'articles de référence ou si vous connaissez des sites web de qualité traitant du thème abordé ici, merci de compléter l'article en donnant les références utiles à sa vérifiabilité et en les liant à la section « Notes et références ».

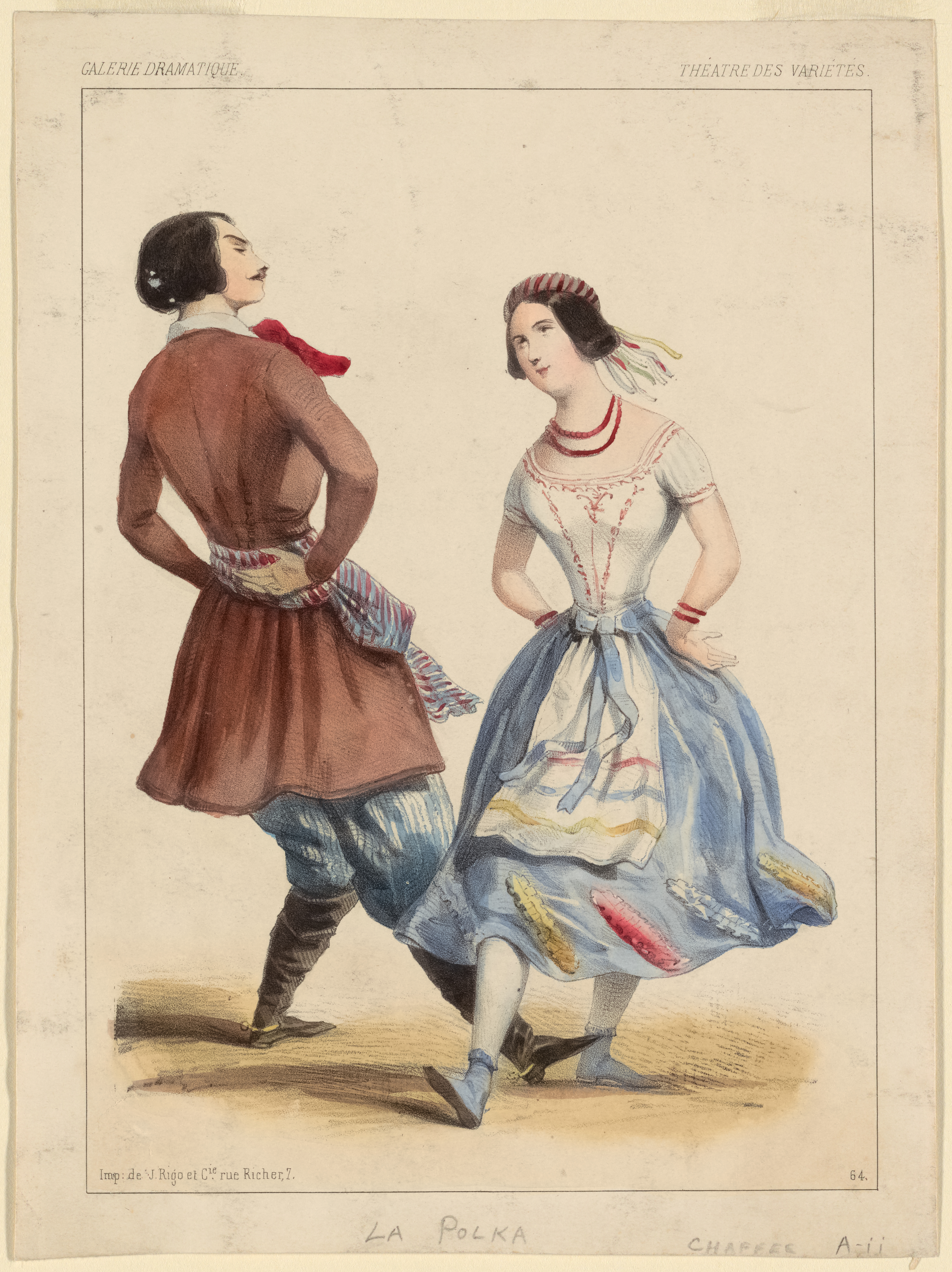
polka - danse

Les danses traditionnelles slovaques représentent un patrimoine culturel unique qui reflète l'histoire, les coutumes et l'identité de la Slovaquie. Elles sont souvent associées à des événements festifs, tels que les mariages, les fêtes religieuses et les célébrations communautaires, et se caractérisent par des mouvements expressifs, une énergie rythmique, et des costumes colorés.

## Origines et caractéristiques
Les danses folkloriques slovaques trouvent leurs racines dans la vie rurale des villages slovaques. Chaque région du pays, comme l’Orava, le Šariš ou le Liptov, possède ses propres styles et variations de danse. Les mouvements et les rythmes varient également : par exemple, les danses de l'est de la Slovaquie sont souvent plus vives et énergétiques, tandis que celles de l’ouest sont généralement plus posées et axées sur des mouvements circulaires.
Les costumes jouent un rôle central dans ces danses, car ils permettent de distinguer les différentes régions et d’ajouter un aspect visuel riche à la performance. Les hommes portent souvent des pantalons larges et des chemises brodées, tandis que les femmes arborent des jupes et des tabliers colorés, accompagnés de colliers ou de coiffes spécifiques.

## Types de danses traditionnelles

### La fujara et la danse pastourelle

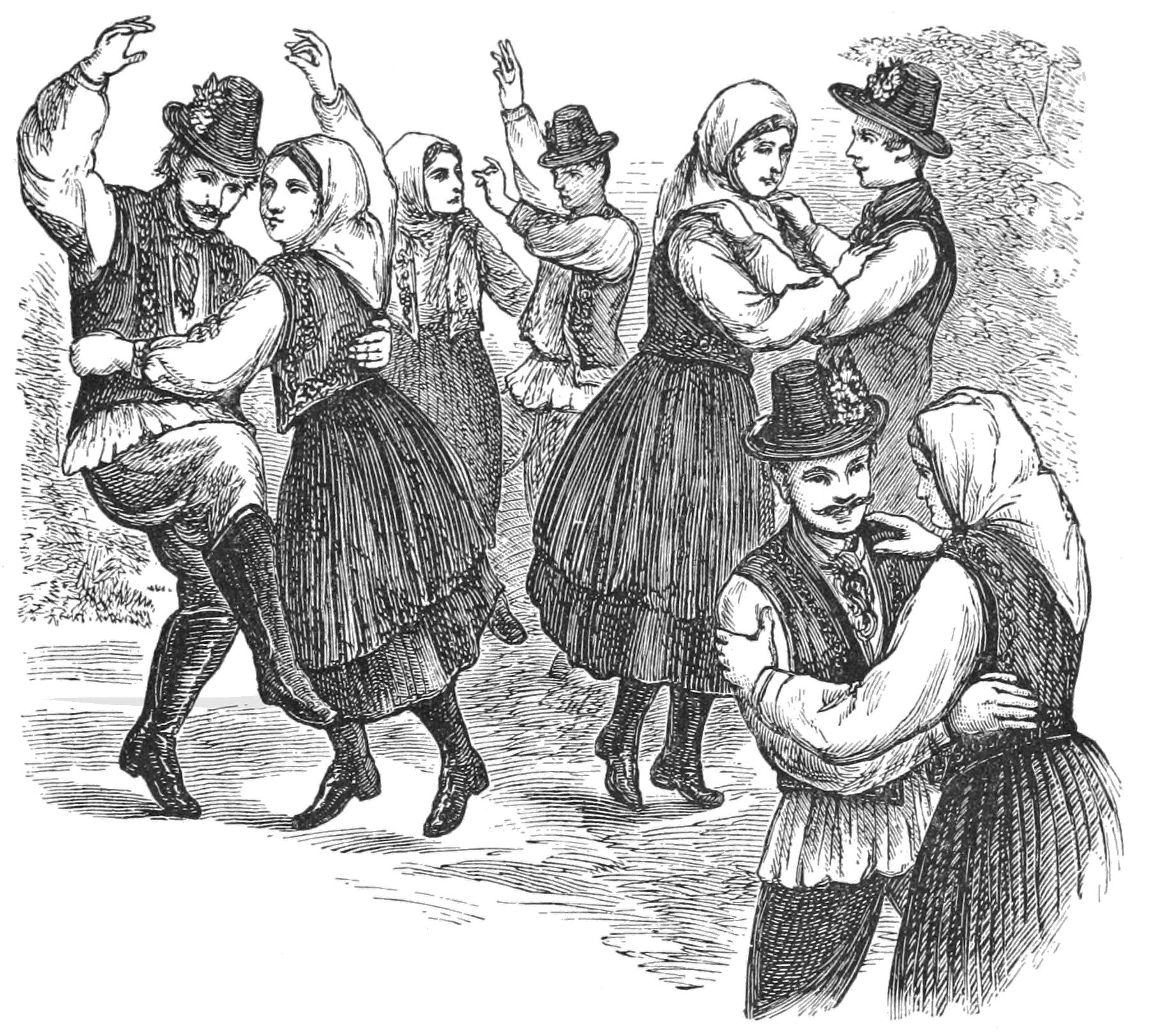
Cardas - danse

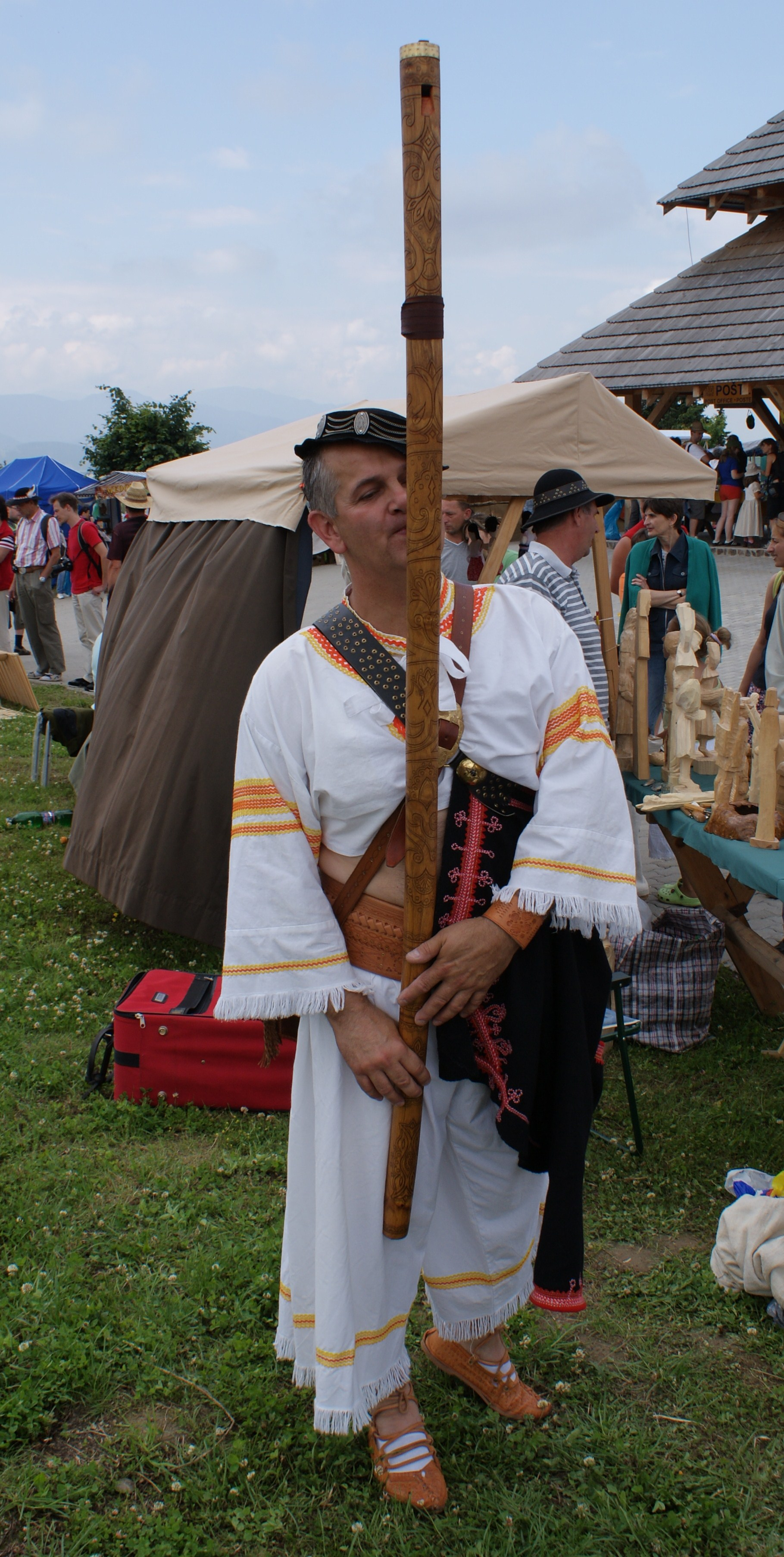
Fujara

La fujara, un instrument à vent unique à la Slovaquie, accompagne souvent les danses des régions de montagne. Ces danses pastourelles sont lentes et poétiques, inspirées par la vie des bergers dans les Carpates.

### La polka et le cardas
Très populaire, la csárdás est une danse vive et passionnée, particulièrement pratiquée dans les régions orientales, influencée par les cultures magyares et romanies (originellement et fortement influencé par l'Hongrie). La polka, bien que d'origine tchèque, a été adoptée et adaptée pour s'intégrer dans le folklore slovaque.

### Le Verbunk et les danses de recrutement
Cette danse, traditionnellement exécutée par les hommes, était à l'origine une danse de recrutement pour l'armée, où les jeunes hommes démontraient leur force et leur agilité.

## Évolution et préservation
Au cours du XXe siècle, le folklore slovaque a connu une renaissance avec la création de groupes de danse folklorique et d’ensembles nationaux, tels que le célèbre ensemble SĽUK (Slovenský ľudový umelecký kolektív). Ces groupes ont été essentiels pour préserver et promouvoir les danses traditionnelles en Slovaquie et à l’international. Dans les années 1950-60, sous l’influence du régime socialiste, ces danses ont parfois été stylisées pour servir de propagande culturelle, mais elles ont aussi aidé à renforcer un sentiment d’identité nationale.
Aujourd'hui, les festivals folkloriques, comme celui de Východná, permettent de faire vivre ces traditions en réunissant des groupes et des passionnés de danse de tout le pays. Ces événements favorisent la transmission intergénérationnelle et l'adaptation des danses traditionnelles à des formes modernes, ce qui assure leur survie tout en respectant leurs racines.
Ainsi, les danses traditionnelles slovaques continuent d'évoluer tout en restant profondément enracinées dans le patrimoine culturel du pays, célébrant la diversité et la richesse des régions slovaques.